# Sholem Aleichem (krater)
Sholem Aleichem är en nedslagskrater på planeten Merkurius, med en diameter på ungefär 196 kilometer.
1979 uppkallades kratern efter författaren Sholem Aleichem.